# Liste der Monuments historiques in Tabanac
Die Liste der Monuments historiques in Tabanac führt die Monuments historiques in der französischen Gemeinde Tabanac auf.

## Liste der Objekte
| Bezeichnung                                 | Beschreibung           | Standort                        | Kennzeichnung | Schutzstatus | Datum | Bild |
| ------------------------------------------- | ---------------------- | ------------------------------- | ------------- | ------------ | ----- | ---- |
| Drei Ölgemälde                              | 19. Jahrhundert        | in der Mairie (Rathaus)         | PM33001986    | Inscrit      | 2003  |      |
| Ölgemälde Die heilige Genoveva hütet Schafe | 18. Jahrhundert        | in der Kirche Notre-Dame (Lage) | PM33000500    | Inscrit      | 2003  |      |
| Prozessionsfahne                            | Stoff, 19. Jahrhundert | in der Kirche St-Nicolas (Lage) | PM33002356    | Inscrit      | 2009  |      |